# Esclavage en Tunisie
L'esclavage en Tunisie est un phénomène particulier de la traite orientale.
La Tunisie se trouve dans une situation semblable à celle de l'Algérie quant à sa position géographique qui la maintient à l'écart des grands courants transsahariens. Elle reçoit cependant des caravanes du Fezzan et de Ghadamès dont l'apport au XVIIIe siècle consiste uniquement, d'après des observateurs de l'époque, en poudre d'or et en esclaves. Ces derniers, au début du siècle suivant, arrivent à un rythme annuel oscillant entre 500 et 1 200 dont une partie est réexpédiée vers les ports du Levant.
Il est aboli le 23 janvier 1846 par Ahmed Ier Bey, puis en 1890 par la France après l'instauration du protectorat français de Tunisie.

## Provenance

Routes de la traite orientale au Moyen Âge.

Les esclaves de Tunisie proviennent de deux zones principales d'approvisionnement : l'Europe et une large zone allant de l'Afrique de l'Ouest au lac Tchad. Les royaumes de Bornou et la région du Fezzan fournissent l'essentiel des détachements. La plupart des groupes sont réduits en esclavage à la suite de guerres locales entre les tribus rivales ou aux opérations d'enlèvements. Les routes caravanières aboutissant à Tunis proviennent de plusieurs centres sahariens. En plus de Ghadamès qui relie la régence au Fezzan, à Zawila, à Mourzouq et au royaume de Bornou, Tombouctou est en liaison régulière avec la régence par la route caravanière qui passe par le Mzab, le Jérid et qui met le pays en contact avec les groupes et ethnies africaines d'une large zone touchant le pays Bambara, la ville de Djenné et plusieurs régions du centre-ouest africain. Les noms des esclaves ou affranchis relevés dans les documents d'archives confirment cette origine multiple et diversifiée : à côté des noms fréquents comme « Burnaoui », « Ghdamsi » et « Ouargli », on rencontre des noms indiquant une origine d'autres centres de l'Afrique de l'Ouest comme « Jennaoui » ou « Tombouctaoui ».
Les esclaves européens sont pour leur part capturés au cours de razzias sur les côtes des pays européens, principalement l'Italie, la France, l'Espagne et le Portugal, ou lors de la capture de navires européens. Les hommes sont utilisés par divers travaux (galères, chiourmes, travaux publics, etc.) alors que les femmes sont utilisées comme domestiques ou dans les harems. Contrairement aux hommes, il est très rare qu'une femme fasse l'objet d'un rachat car les femmes sont souvent converties à l'islam.

## Appellation
Pour désigner les esclaves en Tunisie, la terminologie choisie dépend de la couleur et des origines de l’esclave : l’esclave noir est appelé Abd ou Chouchen, l’esclave blanc Mamluk ou Saqlabi et l’esclave berbère Akli.

## Comptage difficile

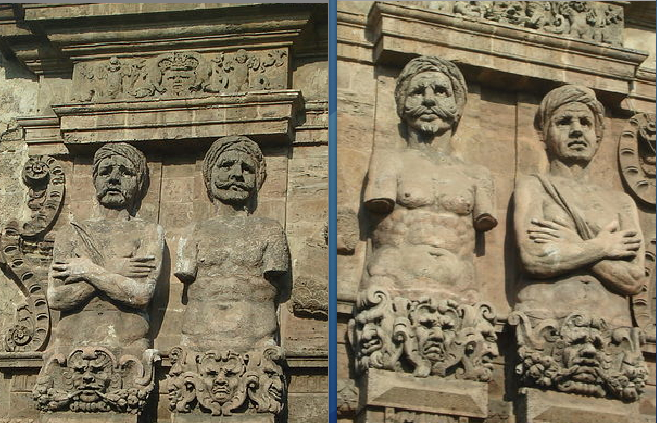
Esclaves capturés par Charles Quint en Tunisie, XVIe siècle, détail de la porte de Palerme (Italie).

Bien que les données quantitatives manquent pour le XVIIIe siècle, certains recensements partiels effectués à partir du milieu du XIXe siècle permettent des évaluations approximatives de l'effectif des esclaves pour l'ensemble du pays. Lucette Valensi aboutit à une estimation d'environ 7 000 esclaves ou descendants d'esclaves pour l'année 1861 en recourant aux registres sur lesquels sont mentionnées les listes des affranchis.
Pourtant, aucun recensement systématique de la population noire ne fut effectué pour plusieurs raisons : l'abolition de l'esclavage est intervenue dix ans avant la date des premiers registres de recensement des populations soumises à la mejba (impôt institué en 1856), et, de ce fait, une bonne partie de ces groupes dispersés dans les divers échelons de la société échappait au système de contrôle.
La fréquence des affranchissements collectifs d'esclaves noirs à l'occasion du décès d'un prince ou d'une princesse révèle des effectifs relativement importants. En 1823, 177 esclaves sont affranchis à l'occasion de la mort d'une princesse.
En se fondant sur les chiffres avancés par les voyageurs, Ralph Austin établit des moyennes aboutissant à une estimation globale de 100 000 esclaves. Pour sa part, Louis Ferrière, dans une lettre à Thomas Reade, consul britannique à Tunis, les évalue à 167 000 en 1848 (libres ou esclaves).
En ce qui concerne les esclaves européens, la part des femmes est difficile à déterminer. Certains historiens dont Robert C. Davis estiment leur nombre autour de 10 % mais ces calculs sont effectués sur les rachats d'esclaves. Or, les femmes étaient rarement proposées au rachat. Ce chiffre de 10 % est d'autant plus à relativiser du fait que les esclaves étaient plus nombreux à provenir de razzias terrestres et que, lors de ces razzias, les femmes constituaient en moyenne cinq personnes capturées sur huit.
Cependant, la répartition des esclaves est inégale selon les régions. Au sud-est du pays, les proportions sont assez élevées (notamment dans les oasis). Certains villages comptent une nette majorité d'esclaves comme ceux au sud de Gabès. À Tunis, malgré les apports continus, ce groupe se maintient vraisemblablement dans les proportions de la minorité qui ne dépasse pas les quelques milliers. Les zones de concentration des esclaves sont ainsi réparties entre Tunis, le Sahel et le sud-est du pays.
Selon Raëd Bader, la Tunisie a accueilli entre 1700 et 1880, si l'on se réfère aux estimations de la traite transsaharienne, 100 000 esclaves noirs contre  65 000 entrées en Algérie, 400 000 en Libye, 515 000 au Maroc et 800 000 en Égypte.

## Organisation des esclaves
L'organisation sociale de la société traditionnelle tunisienne offre un cadre d'organisation spécifique aux esclaves de Tunis. L'agha des esclaves, généralement le premier eunuque du bey, est chargé de veiller sur l'ordre du groupe et de régler les différends qui peuvent surgir entre les maîtres et esclaves ou entre les esclaves eux-mêmes.
Des données et témoignages confirment la relative autonomie d'organisation dont bénéficient les esclaves de Tunis ainsi que la protection que leur assure le pouvoir politique, protection qui, tout en cadrant avec les bonnes règles de conduite et de traitement de l'esclave prescrites par l'islam, révèle un sens aigu de la politique. En effet, en protégeant une minorité, c'est le dévouement inconditionnel de cette dernière que le pouvoir s'assure du même coup, d'autant que les gardes du bey sont recrutés parmi les esclaves.
À côté de cette organisation mi-politique mi-administrative, les esclaves possèdent bien sûr leurs formes d'organisation spécifiquement religieuses comme les confréries dont les fonctions ne se limitent pas à l'animation de la vie mystique et affective du groupe. Les confréries assurent aussi de multiples fonctions sociales qui deviennent surtout apparentes après l'affranchissement de l'esclave. D'ailleurs, l'affranchissement se traduit le plus souvent pour l'esclave par un passage de la tutelle du maître à la tutelle de la confrérie qui remplace auprès de lui sa famille large ou sa tribu.

## Fonctions

### Rôle économique

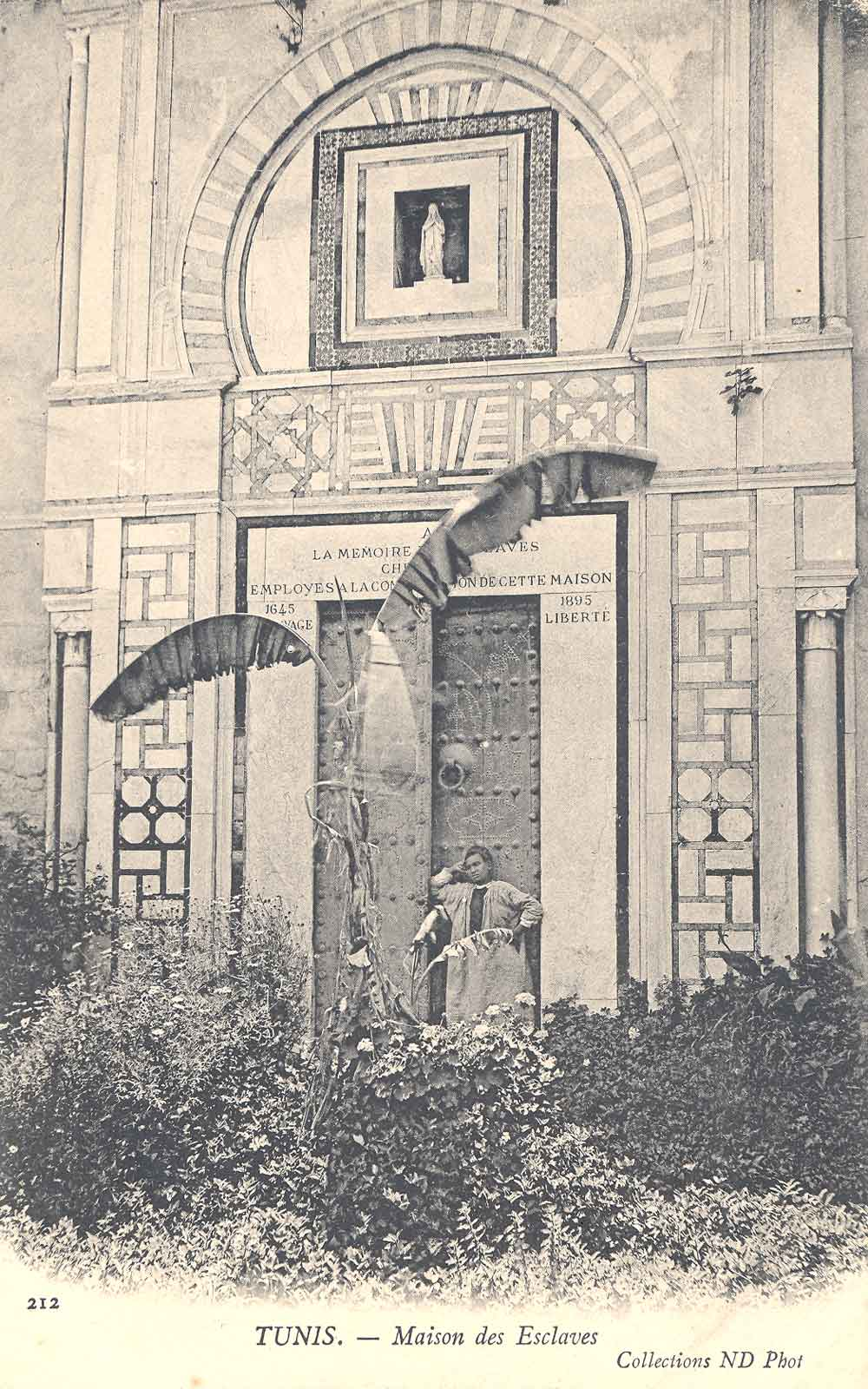
Maison des esclaves chrétiens à Tunis.

L'esclavage en Tunisie aurait répondu essentiellement à des besoins propres à la société citadine. Pourtant, l'étude des principales corporations de métiers dans la ville de Tunis, telle qu'elle est menée dans plusieurs recherches et travaux, ne montre pas un recours spécifique à des esclaves même dans des secteurs utilisant une main-d'œuvre importante. Les principaux corps de métiers traditionnels comme le tissage, la chéchia ou le cuir sont restés réservés à la main-d'œuvre locale. Le travail dans les métiers est donc resté un travail libre et on ne peut rattacher l'esclavage à des besoins de l'économie.
Toutefois, dans les oasis du Sud tunisien, les groupes d'esclaves sont employés dans l'économie agraire et surtout dans les travaux d'irrigation. C'est d'ailleurs dans le sud du pays que sont constatées les survivances de l'esclavage après l'abolition de 1846 et jusqu'au début du XXe siècle. Viviane Pâques relève des phénomènes similaires : « Dans les oasis, l'esclave était surtout utilisé soit comme domestique, soit pour creuser les puits et les canaux d'irrigation. Il travaillait aussi du coucher au lever du soleil et reçoit en échange un plat de couscous. Lorsqu'il devient chouchane, son statut est celui de khammès et il touche un pourcentage sur la récolte. Mais son travail reste le même... ».

### Domesticité
En revanche, les sources sont unanimes sur le caractère domestique de l'esclavage en Tunisie. En effet, la propriété d'esclaves constitue une marque de notabilité dans la cité tunisienne et le recours presque systématique à un ou plusieurs esclaves pour les tâches domestiques atteste d'une tendance prononcée au mépris de l'effort physique, caractéristique traditionnellement connue des attitudes aristocratiques. Certaines pratiques généralisées à la cour de Tunis concourent à enraciner cette tradition : les princes, depuis l'époque hafside et jusqu'aux beys husseinites, systématisent l'emploi d'esclaves dans la garde des palais et le recrutement de serviteurs et valets dans leurs harems. Le pouvoir politique, en intégrant les esclaves dans les rouages de la vie de la cour et en instituant cette pratique, élève le recours aux esclaves au rang de modèle à suivre pour l'ensemble des milieux aristocratiques vivant autour du pouvoir et pour la notabilité citadine.
En 1797, un religieux trinitaire espagnol pourtant présent à Tunis pour aider, parmi les Pères rédempteurs, au rachat de captifs et qui administre l'Hôpital royal, s'adresse au bey pour qu'il fournisse à l'hospice de nouveaux esclaves pour servir et enterrer les morts victimes de la peste qui sévit à cette époque, car l'emploi de Maures libres occasionnerait des frais supplémentaires à l'établissement. Mais le bey refuse cette fois-ci de crainte que ces nouveaux esclaves ne meurent comme les précédents.

### Politique
En outre, comme le constate le médecin naturaliste français Jean-André Peyssonnel, les esclaves chrétiens d'origine européenne convertis à l'islam peuvent accéder à de hautes fonctions, voire à la plus haute fonction de l'État, comme les beys mouradites, dont le fondateur est originaire de Corse, ou des ministres de la dynastie husseinite, comme Kheireddine Pacha, qui sont capturés par des corsaires et vendus sur les marchés aux esclaves d'Istanbul. Certains princes, comme Hammouda Pacha et Ahmed Ier Bey, sont même nés de mères esclaves.
D'autres esclaves européens deviennent eux-mêmes corsaires après leur conversion à l'islam, et capturent d'autres esclaves européens (en attaquant parfois leur propre village d'origine).

## Abolition

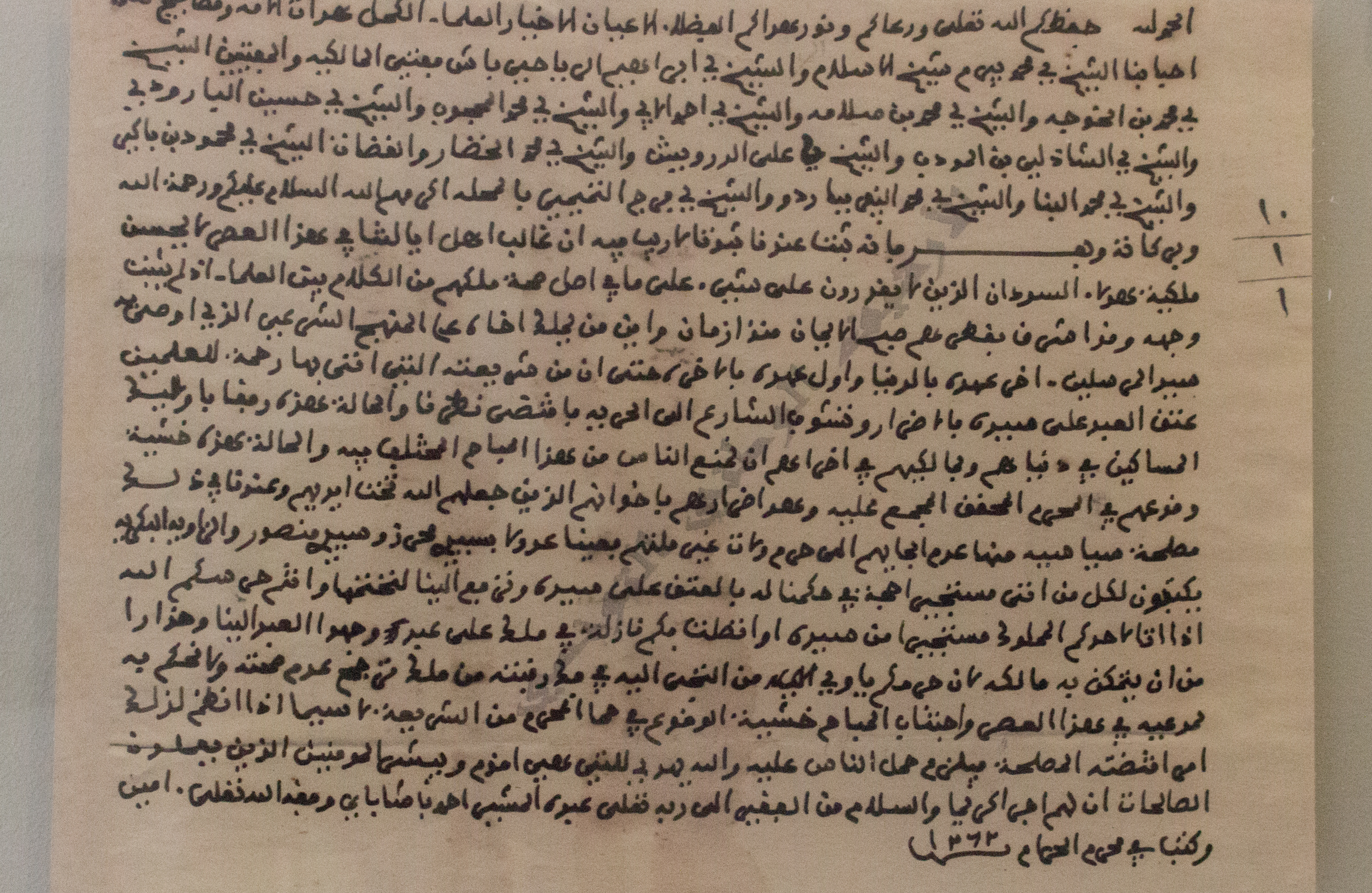
Décret d'abolition du 23 janvier 1846.

Avant de procéder à l'abolition définitive de l'esclavage, Ahmed Ier Bey a, le 29 avril 1841, un entretien avec Thomas Reade qui lui conseille d'interdire ce commerce. Convaincu de la nécessité d'une telle action, étant lui-même fils d'une esclave et considéré comme un prince ouvert au progrès, prompt à réprimer toute forme de fanatisme, il décide d'interdire l'exportation des esclaves le jour même de sa rencontre avec Reade. Procédant par étapes, il a déjà libéré les esclaves blancs puis il ferme le marché aux esclaves de Tunis en août et annonce, en décembre 1842, que toute personne née dans le pays est désormais libre,.
Pour parer à toute forme de mécontentement, il obtient au préalable des fatwas des oulémas dont celle, catégorique et sans précédent dans le monde arabo-musulman, du bach mufti Sidi Brahim Riahi.

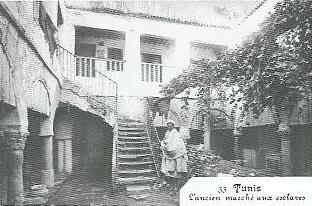
Ancien marché aux esclaves de la médina de Tunis.

L'abolition totale est décidée pour tout le pays par le décret du 23 janvier 1846. Il n'en reste pas moins que même si cette abolition est acceptée par la population citadine, elle est rejetée — selon Ibn Abi Dhiaf — à Djerba et dans d'autres localités, chez les Bédouins et les paysans qui ont besoin d'une main d'œuvre servile et bon marché.
Ces résistances justifient la deuxième abolition décidée par les Français, sur décret d'Ali III Bey, le 28 mai 1890. Ce décret promulgue en effet des sanctions pécuniaires (sous forme d'amendes) et même des sanctions pénales (sous forme d'emprisonnements) pour ceux qui continuent à alimenter le commerce des esclaves ou à maintenir en esclavage leurs serviteurs ou leurs domestiques. L'historiographie coloniale tentera d'ailleurs d'effacer la mémoire de la première abolition et mettra en relief la deuxième abolition ; l'historiographie contemporaine agit de même en tentant d'oublier l'abolition française pour valoriser celle de 1846.

## Après l'abolition
Au cours de la seconde moitié du XIXe siècle, la plupart des anciens esclaves, hommes ou femmes, constituent un sous-prolétariat urbain végétant dans les petits métiers ou sans métier et vivent dans des habitations précaires (fondouks des faubourgs populaires). Souvent, ils sont vendeurs de pain, marchands ambulants, masseurs dans les bains maures, domestiques ou simplement vagabonds, proie facile pour la police municipale pour cause d'ivresse ou de petits vols. Jusqu'à 10 % des prostituées de Tunis sont d'anciennes esclaves. C'est donc à la suite de l'abolition qu'un processus de paupérisation et de marginalisation sociale devient perceptible à une grande échelle car l'affranchissement assure l'émancipation juridique mais non économique et sociale de l'ancien esclave.
En 2020, un tribunal de Médenine accepte pour la première fois, sur la base de l'article 2 de la loi antiraciste de 2018, la demande d'un habitant de Djerba âgé de 81 ans de retirer de son nom de famille la mention Atig signifiant « affranchi par ».